# Traînou
Traînou település Franciaországban, Loiret megyében. Lakosainak száma 3419 fő (2022. január 1.). Traînou Loury, Boigny-sur-Bionne, Donnery, Fay-aux-Loges, Mardié, Sully-la-Chapelle és Vennecy községekkel határos.

## Népesség
A település népessége az elmúlt években az alábbi módon változott:
| Lakosok száma | 861  | 1952 | 2618 | 3011 | 3240 | 3243 | 3343 | 3448 | 3445 | 3419 |
|               | 1968 | 1982 | 1990 | 2006 | 2013 | 2015 | 2017 | 2019 | 2020 | 2022 |